# Grainger (cratère)
Pour les articles homonymes, voir Grainger.
Grainger est un cratère d'impact présent sur la surface de Mercure. 
Le cratère fut ainsi nommé par l'Union astronomique internationale en 2012 en hommage au compositeur australien Percy Grainger. 
Son diamètre est de 113 km. Il se situe dans le quadrangle de Neruda (quadrangle H-13) de Mercure.